# Jakob Börjesson
Jakob Börjesson (ur. 1 października 1976 w Mora) – szwedzki biathlonista.
Najwyższe miejsce w klasyfikacji generalnej pucharu świata w biathlonie zajął w sezonie 2002/2003 – była to 54. pozycja.
Swój ostatni biathlonowy występ zanotował 29 listopada 2009 podczas Pucharu IBU w Idre.

## Osiągnięcia

### Igrzyska olimpijskie
| Rok  | Miejscowość | Konkurencje | Konkurencje | Konkurencje | Konkurencje | Konkurencje | Konkurencje | Konkurencje |
| Rok  | Miejscowość | IN          | SP          | PU          | MS          | RL          | MR          | SR          |
| ---- | ----------- | ----------- | ----------- | ----------- | ----------- | ----------- | ----------- | ----------- |
| 2006 | Turyn       | –           | –           | –           | –           | 4.          | nd.         | –           |

### Mistrzostwa świata
| Rok  | Miejscowość     | Konkurencje | Konkurencje | Konkurencje | Konkurencje | Konkurencje | Konkurencje | Konkurencje |
| Rok  | Miejscowość     | IN          | SP          | PU          | MS          | RL          | MR          | SR          |
| ---- | --------------- | ----------- | ----------- | ----------- | ----------- | ----------- | ----------- | ----------- |
| 2003 | Chanty-Mansyjsk | 42.         | –           | –           | –           | 7.          | nd.         | –           |
| 2005 | Hochfilzen      | 85.         | –           | –           | –           | –           | nd.         | –           |